# Sven-Olov Lööv
Sven-Olov Peter Lööv, född 30 september 1953, är en svensk journalist, som sedan juli 2008 arbetar som ledarskribent på centerpartistiska Östersunds-Posten. Sven-Olov Lööv kommer ursprungligen ifrån skånska Tollarp.
Tillsammans med bland andra Anders Ahlberg har Sven-Olov Lööv tidigare varit politisk chefredaktör och ledarskribent på tidningen Land Lantbruk mellan september 2003 och mars 2007. Lööv var Land Lantbruks ansikte utåt och anses som en auktoritet på lantbruksfrågor. Innan dess arbetade han som mejerireporter sedan cirka 1989 och ledarskribent sedan cirka 1999 på lantbrukstidningen ATL fram till 2003. Sommaren 2010 och 2011 har han vikarierat på Dagens industris ledarredaktion.
Lööv har också varit med i dels juryn för Årets spjutspetsföretag – där vinnaren får ett stipendium av Lantbrukarnas Riksförbund och som 2006 utdelades av Carl XVI Gustaf – dels juryn för Guldtackan, som utdelas av Swedish meats.